# Włośnianka brunatna

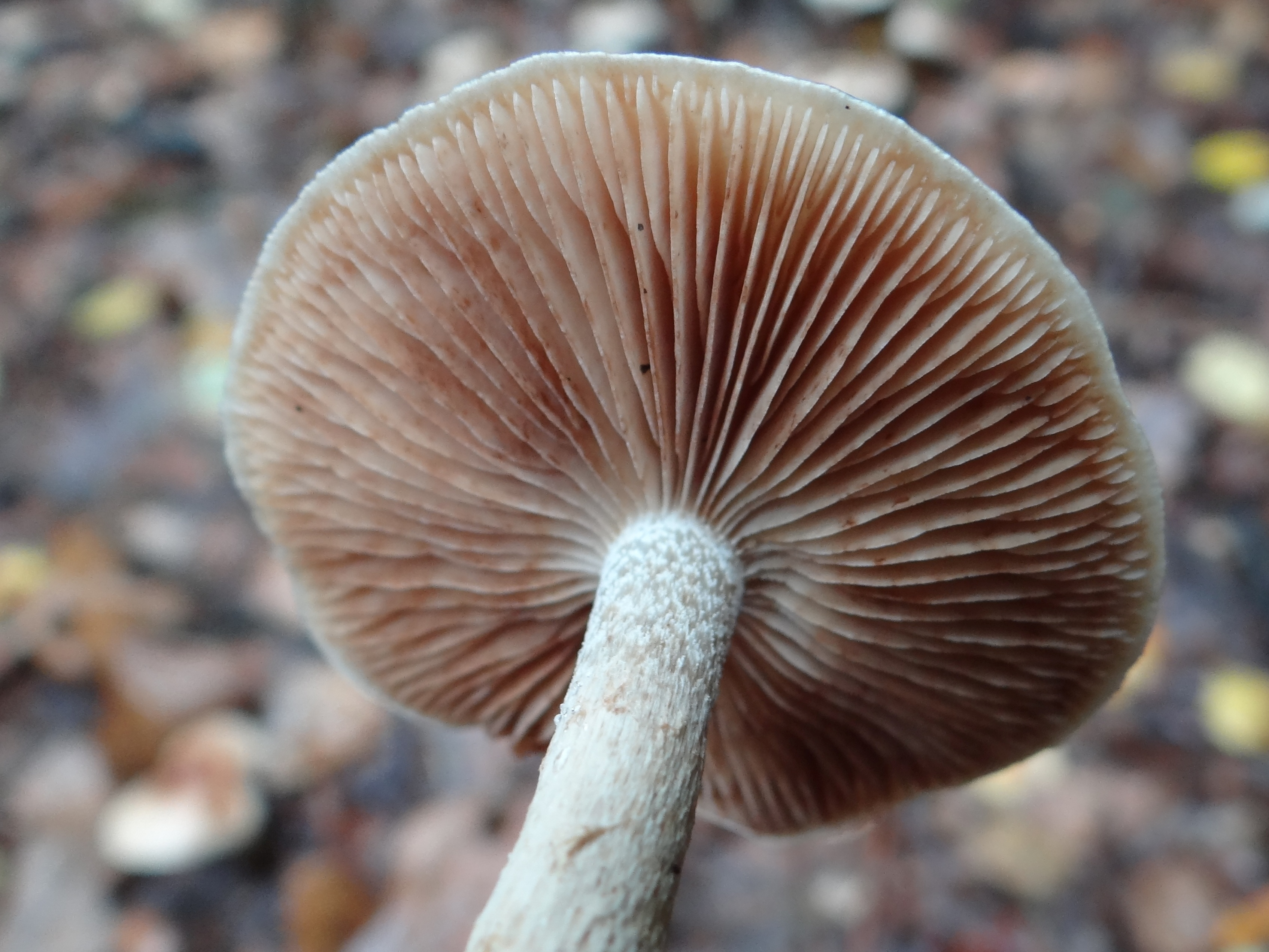

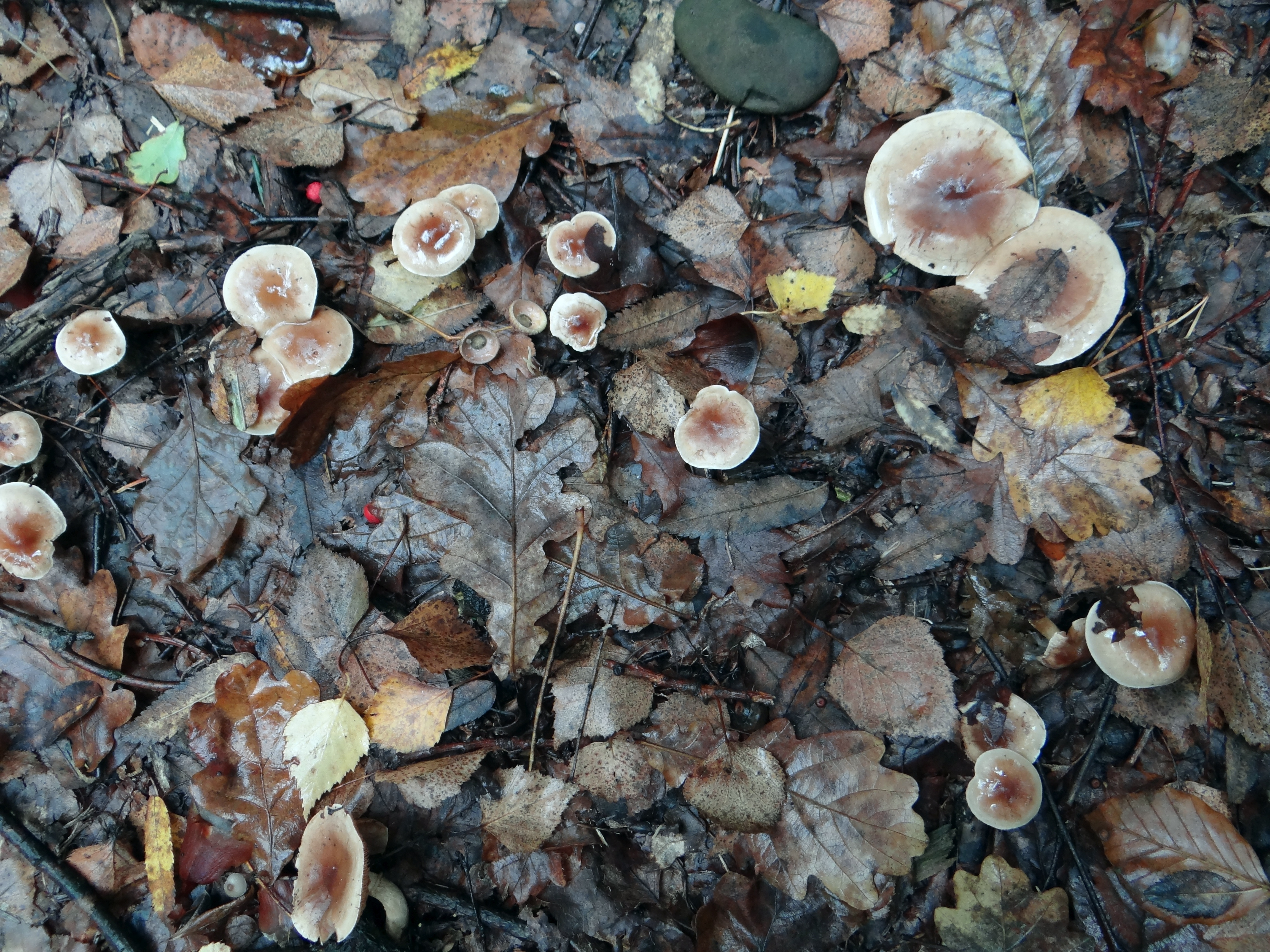

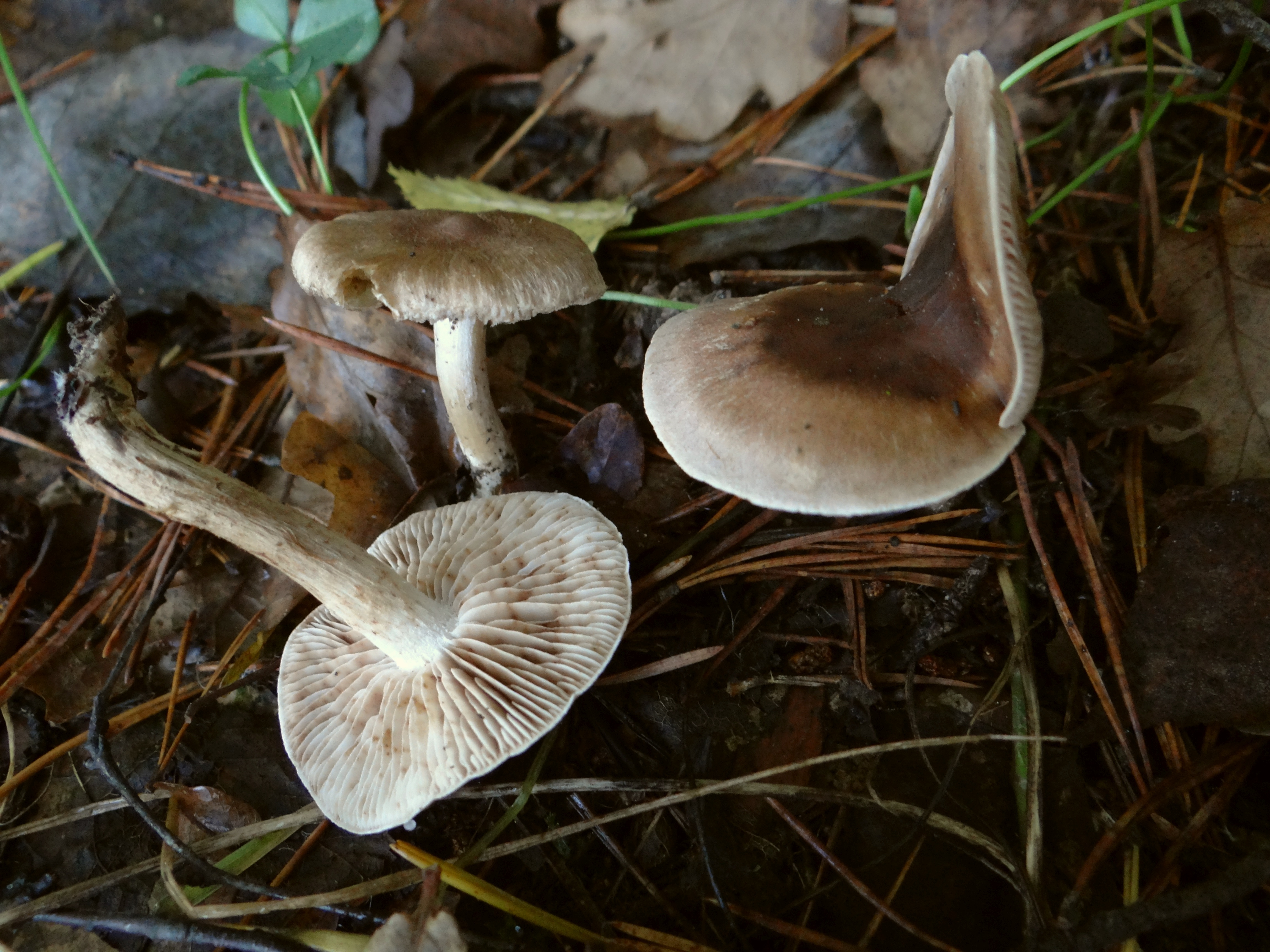

Włośnianka brunatna (Hebeloma mesophaeum (Pers.) Quél.) – gatunek grzybów należący do rodziny pierścieniakowatych (Strophariaceae).

## Systematyka i nazewnictwo
Pozycja w klasyfikacji według Index Fungorum: Hebeloma, Strophariaceae, Agaricales, Agaricomycetidae, Agaricomycetes, Agaricomycotina, Basidiomycota, Fungi.
Po raz pierwszy takson ten zdiagnozował w 1828 r. Christiaan Hendrik Persoon jako odmianę jednego z gatunków pieczarki, nadając mu nazwę Agaricus fastibilis var. mesophaeus. Później przez różnych mykologów zaliczany był do różnych innych gatunków pieczarek i włośnianek, a także do rodzajów Hylophila i Inocybe. Wyróżniono też liczne jego odmiany, przez Index Fungorum uznane za synonimy. Łącznie ma ponad 40 synonimów. Obecną, uznaną przez Index Fungorum nazwę nadał mu w 1872 r. Lucien Quélet, przenosząc go do rodzaju Hebeloma.
Nazwę polską zaproponował Władysław Wojewoda w 2003 r.

## Morfologia
Kapelusz
Średnica 1,5–3,5 cm. U młodych okazów półkulisty, później wypukły, dzwonkowaty lub stożkowaty, u starszych płaski z garbem. Podczas suchej pogody powierzchnia kapelusza gładka, sucha i matowa, podczas wilgotnej śliska, lepka i błyszcząca. Środek kapelusza ciemniejszy – ciemnowinny, brzegi jaśniejsze, o barwie od kremowej do białawej. U młodych okazów brzeg kapelusza połączony z trzonem białawą osłoną.
Blaszki
Wąskie, do trzonu wąsko przyrośnięte. Początkowo mają białawy lub kremowy kolor, z czasem ciemnieją przyjmując kolor szarobeżowy, w końcu ochrowobrązowy. Na ostrzach blaszek białe kłaczki.
Trzon
Wysokość 2,5–7 cm, grubość 0,2–0,5 cm, cylindryczny, sprężysty, początkowo pełny, później pusty. Powierzchnia pokryta podłużnymi, białymi włókienkami. Dolna część jest ciemniejsza, z wiekiem cały trzon staje się włóknisty i ciemnieje, przyjmując barwę od brudnobeżowej do brązowej.
Miąższ
Jasnoszarobrązowy i dość gruby. Ma słaby zapach rzodkwi, w smaku jest gorzki.
Cechy mikroskopowe
Wysyp zarodników brązowy. Zarodniki o rozmiarach 8,5–11 × 5–7 μm, elipsoidalne, o powierzchni pokrytej bardzo drobnymi brodawkami, tak, że wydają się niemal gładkie. Występują liczne, cylindryczne cheilocystydy o rozmiarze 70 × 7 μm.
Gatunki podobne
Istnieje wiele podobnie ubarwionych gatunków włośnianek. Ich prawidłowe oznaczenie bez użycia mikroskopu i znajomości cech mikroskopowej budowy anatomicznej jest trudne. Włośnianki mają przeważnie dość podobne, cielistobeżowe ubarwienie, Włośniankę brunatną jednak dość łatwo odróżnić ze względu na silną brunatną barwę, duży kontrast barwy między środkiem i brzegami kapelusza, oraz wyraźną włóknistą osłonę (u młodych okazów).

## Występowanie i siedlisko
Włośnianka brunatna jest szeroko rozprzestrzeniona. Występuje w Ameryce Północnej, Środkowej i Południowej, w Europie, Azji i na Nowej Zelandii. W Polsce jest częsta.
Rośnie na ziemi w lasach, parkach i ogrodach, szczególnie pod brzozami, modrzewiami, świerkami. Pojawia się od maja do października. Często występuje w grupach, czasami tworzy czarcie kręgi.

## Znaczenie
Grzyb mykoryzowy. W Europie uważany jest za grzyb niejadalny, w Meksyku jednak jest grzybem jadalnym. Włośnianka brunatna była obiektem badań naukowych. Badano pobieranie przez ten gatunek grzyba z podłoża takich metali jak cynk, kadm i srebro, oraz ich wpływ na geny.